# Еспла де Серу
Еспла де Серу (фр. Esplas-de-Sérou) насеље је и општина у јужној Француској у региону Миди Пирене, у департману Арјеж која припада префектури Сен Жирон.
По подацима из 2011. године у општини је живело 160 становника, а густина насељености је износила 4,69 становника/km². Општина се простире на површини од 34,13 km². Налази се на средњој надморској висини од 700 метара (максималној 1.502 m, а минималној 426 m).

## Демографија
| 1962. | 1968. | 1975. | 1982. | 1990. | 1999. | 2011. |
| ----- | ----- | ----- | ----- | ----- | ----- | ----- |
| 77    | 133   | 84    | 120   | 91    | 143   | 160   |

График промене броја становника у току последњих година